# Kohane, Bobrîneț
Kohane (în ucraineană Кохане) este un sat în comuna Kostomarivka din raionul Bobrîneț, regiunea Kirovohrad, Ucraina.

## Demografie
Componența lingvistică a localității Kohane
     Ucraineană (93,12%)
     Rusă (2,29%)
     Română (2,29%)
Conform recensământului din 2001, majoritatea populației localității Kohane era vorbitoare de ucraineană (93,12%), existând în minoritate și vorbitori de rusă (2,29%), armeană (2,29%) și română (2,29%).